# جيروم روش
جيروم روش (بالإنجليزية: Jerome Roche)‏ هو عالم موسيقى بريطاني، ولد في 22 مايو 1942، وتوفي في 2 يونيو 1994.